# Whorlton (Durham)
Whorlton – wieś w Anglii, w hrabstwie Durham. Leży 33 km na południowy zachód od miasta Durham i 355 km na północ od Londynu.